# السلطان الحائر (مسرحية)
السلطان الحائر هو اسم المسرحية التي كتبها توفيق الحكيم قبل حوالي خمسين عاماً (تحديداً عام 1960)، في مرحلة المد الوطني والقومي العربي، وصدرت في نفس التوقيت بالفرنسية تحت عنوان «الاختيار».ولعلها من أهم أعمال «الحكيم» التي لا تزال محتفظة بسخونتها حيث كتبها منتصراً للديمقراطية والقانون، ومندداً بمنطق السيف في وقت وقفت فيه حركة التحرر العربي على أعتاب مفترق خطير.
ويعتقد الكثير من النقاد أن هذة المسرحية قد كُتبت لتنقد فترة «حكم عبد الناصر» التي افتقدت إلى الحرية والديمقراطية وما طرأ عليهما في مصر إبان ثورة 1952. واختار الحكيم
مسرحيته من التاريخ الشعبي الأقرب إلى جو العصر المملوكى، حتى يتمكن من أن يحملها الدلالات الفكرية الرمزية، والإسقاطات السياسية التي يصعب أن تحملها أحداث واقعية في ظل إرهاب حكومة الثورة واستخدامها أساليب القمع وكبت الحريات ضد من يحاول انتقادها.
وتدور أحداث المسرحية حول سلطان من سلاطين المماليك علم أن الناس في مدينته يلغطون أنه لم يزل عبداً، وأن سيده السابق لم يعتقه، ولهذا لا يحق له أن يحكم ويكون سلطاناً على الناس قبل أن يُعتق ويصير حرا. ويتحيّر السلطان بين استعمال القوة لإسكات الناس (وهذا رأي الوزير)، والاحتكام إلى القانون (وهذا رأي القاضي). والاحتكام إلى القانون يعني أن يُعرض السلطان في مزاد عام أمام الناس ليشتريه من يشتريه فيعتقه، وقد تردّد السلطان بين الرأيين، ولكنه قرر في النهاية أن يكون القانون هو الحكم:
السلطان: قررت أن أختار.. أن أختار..

الوزير: ماذا يا مولاي؟ .. 

السلطان: (صائحاً في عزم) القانون! .. اخترت القانون! ..
وتم المزاد، وكان السلطان من نصيب غانية سيئة السمعة بالمدينة، ورفضت تلك الغانية التوقيع على وثيقة العتق، وبعد أخذ ورد وافقت الغانية على شراء السلطان والتوقيع على صك عتقه إذا إذّن المؤذن لصلاة الفجر! وتستضيف الغانية السلطان في بيتها، ويدور بينهما حوار يكشف شخصيتيهما، فقد اكتشف السلطان أن الغانية بريئة من تهمة العهر، وما هي إلا امرأة تُحب الأدب والفن، كما اكتشفت الغانية طيبة السلطان ودماثة خلقه.
وأثناء الحوار بين الغانية والسلطان يؤذن المؤذن لصلاة الفجر قبل حلول الوقت، ويُفاجأ السلطان والغانية بالأذان، ثم يعلمان أن تلك الخطة من تدبير القاضي، الذي تحايل على القانون، وزعم أن العتق يتم إذا إذّن المؤذن لصلاة الفجر سواء أكان الأذان في موعده، أم في غير موعده، ويرفض السلطان ذلك، ويفضِّل أن يبقى عند الغانية حتى الموعد الحقيقي لأذان الفجر، ولكن الغانية لما رأت أن تلك الحيلة مبعثها حب القاضي للسلطان، قررت أن تُعيد هي الأخرى للسلطان حريته تعبيراً عن حبها، حتى ولو كان ذلك قبل الموعد المتفق عليه سلفاً، وقد أهداها السلطان الياقوتة الكبرى التي تزين عمامته، قائلا: «لن أنسى أبداً أني كنتُ عبدك ليلة».

## نبذة عن المؤلف

توفيق الحكيم

ولد توفيق الحكيم في 9 أكتوبر في الإسكندرية عام 1898 وتوفى في 26 يوليو عام 1987 في القاهرة. كاتب وأديب مصري، من رواد الرواية والكتابة المسرحية العربية ومن الأسماء البارزة في تاريخ الأدب العربي الحديث، كانت للطريقة التي استقبل بها الشارع الأدبي العربي نتاجاته الفنية بين اعتباره نجاحاً عظيماً تارة وإخفاقاً كبيراً تارة أخرى الأثر الأعظم على تبلور خصوصية تأثير أدب وفكر الحكيم على أجيال متعاقبة من الأدباء، وكانت مسرحيته المشهورة أهل الكهف في عام 1933 حدثاً هاماً في الدراما العربية فقد كانت تلك المسرحية بداية لنشوء تيار مسرحي عرف بالمسرح الذهني. بالرغم من الإنتاج الغزير للحكيم فإنه لم يكتب إلا عدداً قليلاً من المسرحيات التي يمكن تمثيلها على خشبة المسرح فمعظم مسرحياته من النوع الذي كُتب ليُقرأ فيكتشف القارئ من خلاله عالماً من الدلائل والرموز التي يمكن إسقاطها على الواقع في سهولة لتسهم في تقديم رؤية نقدية للحياة والمجتمع تتسم بقدر كبير من العمق والوعي.

## ملخص المسرحية
تحكي المسرحية قصة أحد سلاطين العصر المملوكي الذي ملأ الأرض عدلاً ورفاهية وازدهاراً حتى أصبح زعيماً حقيقياً يتغنى الشعب باسمه ويفدونه بأرواحهم، وقد بنى السلطان مجده هذا عبر سنوات طويلة من العرق والكفاح، والاتصال المستمر مع شعبه بتواضع وحب ومسئولية، فقهر المغول، وخفض الضرائب وبنى الجسور والمدارس، ووفر سبل الحياة الرغيدة للجميع. وفي أوج مجده وانتصاراته ونهضته العظيمة خرج بين الناس رجل يطعن في شرعية تولي السلطان الحكم، وقال: إن السلطان الحالي كان عبداً رقيقاً لدى السلطان المتوفي، وأن السلطان الراحل لم يمهله القدر ليعتق عبده المملوك.. وبالتالي فهو عبد مملوك ليس له الحق في الحكم.
وسرت الحكاية بين الناس وتداولوها في منتدياتهم وجلساتهم حتى بلغت السلطان فجمع مستشاريه ليبحث معهم أفضل السبل لعلاج المسألة، وظهر اتجاهان للحل. فكان اتجاه الأغلبية ومثله الوزير (وزير الداخلية) الذي اقترح قطع رقبة صاحب الإشاعة فوراً، وقال أن الناس ستتفهم الموقف، وأن حبها للسلطان ورغبتها في بقائه في السلطنة ستغفر للسلطان هذا التجاوز، خاصة أن الشخص مروج الإشاعة معروف باتجاهاته العقلية المتطرفة، وهو الآن ليس له أنصار، كما أنه مطرود من أهله وعشيرته (ليس له دية).. وحادثة واحدة مثل هذه ستمر سريعاً ولن يتوقف عندها الناس، في مقابل أن يحتفظ الناس بسلطانهم المحبوب.
أما الاتجاه الثانى فكان عند القاضى.استمع السلطان إلى الوزير ثم اتجه بأنظاره إلى قاضي القضاة وكأنه يبحث عن مخرج قانوني. بعد تفكير عميق: قال القاضي أنه بحث المسألة من كل أوجهها ولم يجد سوى مخرج وحيد... هو أن يتم بيع السلطان باعتباره عبداً مملوكاً من تركة السلطان في مزاد علني... وواصل قبل أن يرتفع صوت اللغط: على أن نشترط على المشتري أن يعتق السلطان فور شرائه، وبمجرد عتقه يتم تنصيبه سلطاناً مرة أخرى.
جرى نقاش حاد بين القاضي والحضور، وقدم القاضي مبررات قوية لاقتراحه: فالموضوع لن يستغرق سوى عدة ساعات، ولكنه سيضمن شرعية السلطان... وسيرسي قاعدة هامة للشعب... بأن السلطان حريص على تطبيق العدل وإقامة القانون... كما أن الثمن الذي يطرحه القاضي للشرعية هو ثمن بخس أمام ملك حقيقي محمي بالقانون وبحب الشعب، لا يعتمد على السيف الذي يمكن أن يفرض السلطان لفترة ثم يزيحه عنه من هو أمضى سيفاً... وأكثر جنوداً. وقال: إن الدم إذا سال مرة... فسيسيل بعد ذلك عشرات المرات، ولن يستطيع أحد أن يوقفه، ولا أريد أن يعرف السلطان بين الناس بأنه رجل السيف والدماء.
استسلم السلطان للحظة تفكير عميق...ترى لمن ينتصر السلطان؟
- لسطوة السيف؟ أم لسلطة القانون؟
ثم أعلن السلطان قراره: اختار السلطان حل قاضي القضاة، ورضي أن يباع في مزاد علني...
ومن أمتع مشاهد المسرحية منظر المشترين وهم يعاينون «البضاعة»، فالخمار رغب في شرائه لأن وجود السلطان في الخمارة سيجذب الزبائن، والإسكافي رغب كذلك في شرائه ليستخدمه في عرض بضاعته، ولكنه وقع أخيراً من نصيب امرأة غانية سيئة السمعة، دفعت فيه كل ما تملك. وبعد إتمام الصفقة رفضت الغانية تنفيذ شرط عتق السلطان، وقالت: إنه شرط باطل. وجن جنون الجميع، وأصرت الغانية على رأيها، ونظر الجميع إلى قاضي القضاة الذي حاول جهده مع الغانية، ثم استسلم فقد كان يعلم أنها على حق... وطلبت الغانية من القاضي والوزير أن يساعداها على نقل السلطان إلى بيتها.. وبالفعل انتقل السلطان إلى بيت سيدته.
وتستضيف الغانية السلطان في بيتها، ويدور بينهما حوار يكشف شخصيتيهما، فقد اكتشف السلطان أن الغانية بريئة من تهمة العهر، وما هي إلا امرأة تُحب الأدب والفن، كما اكتشفت الغانية طيبة السلطان ودماثة خلقه. وبعد أخذ ورد وافقت الغانية على توقيع صك عتقه إذا إذّن المؤذن لصلاة الفجر!. أثناء ذلك حاول القاضي تخليص السلطان، فتحايل وطلب من المؤذن أن يؤذن لصلاة الفجر مع منتصف الليل، ولكن السلطان رفض ذلك.. وفضَل أن يبقى عند الغانية حتى الموعد الحقيقي لأذان الفجر، ولكن الغانية لما رأت أن تلك الحيلة مبعثها حب القاضي للسلطان، قررت أن تُعيد هي الأخرى للسلطان حريته تعبيراً عن حبها، حتى ولو كان ذلك قبل الموعد المتفق عليه سلفاً، وقد أهداها السلطان الياقوتة الكبرى التي تزين عمامته، قائلا: «لن أنسى أبداً أني كنتُ عبدك ليلة». لم تكن الغانية تريد من شراء السلطان إلا أن تثبت للناس أنها جديرة بالاحترام، وأنها في وقت من الوقت كانت تملك السلطان نفسه.
في الصباح مضى كل شيء على ما يرام، وعاد السلطان لقصره، وطويت هذه الصفحة من تاريخ المملكة إلى الأبد ... وخلص منها السلطان بدرس عمره وهو: «أن الاحتكام إلى القانون وتحمل تبعاته، أصعب ألف مرة من استخدام السيف وعواقبه».

## المغزى من المسرحية
المغزى الحقيقي للمسرحية "هو أن القوي من يحتمي بالقانون والحق، وليس هو من يحتمي بالسيف، وأن الخضوع للعدالة مجد ورفعة وقوة، ونكتشف أن حاجات المجتمع إلى سيادة القانون ـ على النحو الصحيح تماماً ـ أشد من حاجتها إلى أي شيء آخر، ويظهر لنا بوضوح أن دور السلطان في حماية القانون هو دور جوهري وأصيل، بل هو الدور الأول، إذا فقده أو حاد عنه فقد كل شيء، وندرك أيضا أن حاجة الأمة إلى القاضي الأمين العادل تُساوي تماماً حاجتها إلى الجيش القوي الظافر، فالجيش يدفع البغي عن الأوطان، والقاضي يدفع البغي عن الحقوق التي بدونها يُصبح الأفراد هملاً وضياعاً، بل لا يمكن لأفراد تضيع عدالة القانون بينهم أن يصنعوا من أنفسهم جيشاً منتصراً، أو أمة ذات قيمة.
ولعل مؤلف المسرحية أراد أن ينبِّه إلى غياب الديمقراطية بعد قيام ثورة يوليو 1952م، "وذلك عندما غابت شمس الملكية في مصر، وتطلّع المصريون إلى حكم أفضل، وجاءت الوعود الكثيرة بتحقيق آمال الديمقراطية من خلال مؤسسات اشتراكية، ولكن تبدّد سراب تلك الوعود، وظهر أن شمس الديمقراطية لم تشرق بمصر، بل ساد ظلام دامس سرت فيه المفاسد، وكان الحكم للسيف، وانزوى القانون في غياهب الظلام.

## توفيق الحكيم وعبد الناصر
كان توفيق الحكيم يقول أن فكرة الصراع بين القوة والقانون هي القضية التي بُنيت عليها مسرحية "السلطان الحائر"، وحدد الفكرة التي يرمي إليها من تأليف المسرحية: "هذه المسرحية كُتبت في خريف 1959م، عندما كان المؤلف في باريس يشهد فيها ما يجري في عالم اليوم، ووحيها ذلك السؤال الذي يقف عالمنا اليوم أمامه حائراً: هل حل مشكلات العالم هو في الاحتكام إلى السيف أو إلى القانون؟ .. في الالتجاء إلى القوة أو المبدأ؟
وإن الذي أوحى له بفكرة هذه المسرحية هو ما شعر به إبان إقامته في باريس من صراع دولي عنيف بين القانون ممثلاً في هيئة الأمم المتحدة، والقوة ممثلة في القنابل الذرية والهيدروجينية والمسرحية في هذا الإطار مرتبطة بفلسفة الكاتب العامة في كتاباته "والخط الفكري الواحد الذي يربط إنتاجه الأدبي، وهو في تقديره مقاومته للفناء والزمن والضعف.
ولكن يرى الكثير من النقاد أن المسرحية تعد إسقاطاً على الواقع المصرى أبان فترة حكم عبد الناصر وما تبعه وإن كان الكاتب قد أنكر ذلك في مقدمة المسرحية. وكان قد ضمن في المقدمة بعض المعانى ليباعد بين ما يحدث في مصر وما يحدث في المسرحية، لكن هذا التبعيد المقصود من «الحكيم» الذي كان يمثل خوفاً وحرصاً على إرضاء الرقابة إنما أكد أن المسرحية كتبت لتنقد فترة «حكم عبد الناصر».

## اقتباسات من المسرحية
- رب شهيد مجيد له من التأثير والنفوذ في ضمير الشعوب ما ليس لملك جبار من الملوك
- السلطان: ماذا يهم سفك قليل من الدم في سبيل صلاح الحكم
- “الوزير " كلنا يذكر ما فعل المعز لدين الله الفاطمي عندما جاء يزعم أنه من نسل رسول الله صلي الله عليه وسلم، وانه بهذا النسب له حق الحكم في أرض مصر؛ فلما لم يصدقه اناس قام فيهم شاهراً سيفه، وفاتحاً صناديق ذهبه وهو يقول هذا حسبي... وهذا نسبي! فسكت الناس وحكم هو وذريته من بعده هادئين هانئين لأجيال طويلة.